# Philipp Jacob Spener
Philipp Jacob Spener (13. ledna 1635, Ribeauvillé, Alsasko – 5. února 1705, Berlín) byl německý teolog, zakladatel pietismu.

## Život
Syn právníka, studoval teologii ve Štrasburku (se studijními cestami do Basileje, Ženevy, Lyonu a Tübingenu), studium zakončil doktorským titulem. Poté až do konce života vykonával duchovenské povolání: po krátké službě svobodného kazatele ve Štrasburku byl jako třicetiletý povolán do Frankfurtu nad Mohanem, kde v lutherské farnosti při Barfüssenkirche (na místě tohoto kostela dnes stojí kostel sv. Pavla) vykonával mezi lety 1666-1686 funkci seniora. Poté Spener odešel do Drážďan, kde byl po pět let kazatelem u dvora saského kurfiřta. Poté až do své smrti působil jako braniborský konsistorní rada a probošt při kostele sv. Mikuláše (Nikolaikirche) v Berlíně.

### Literatura

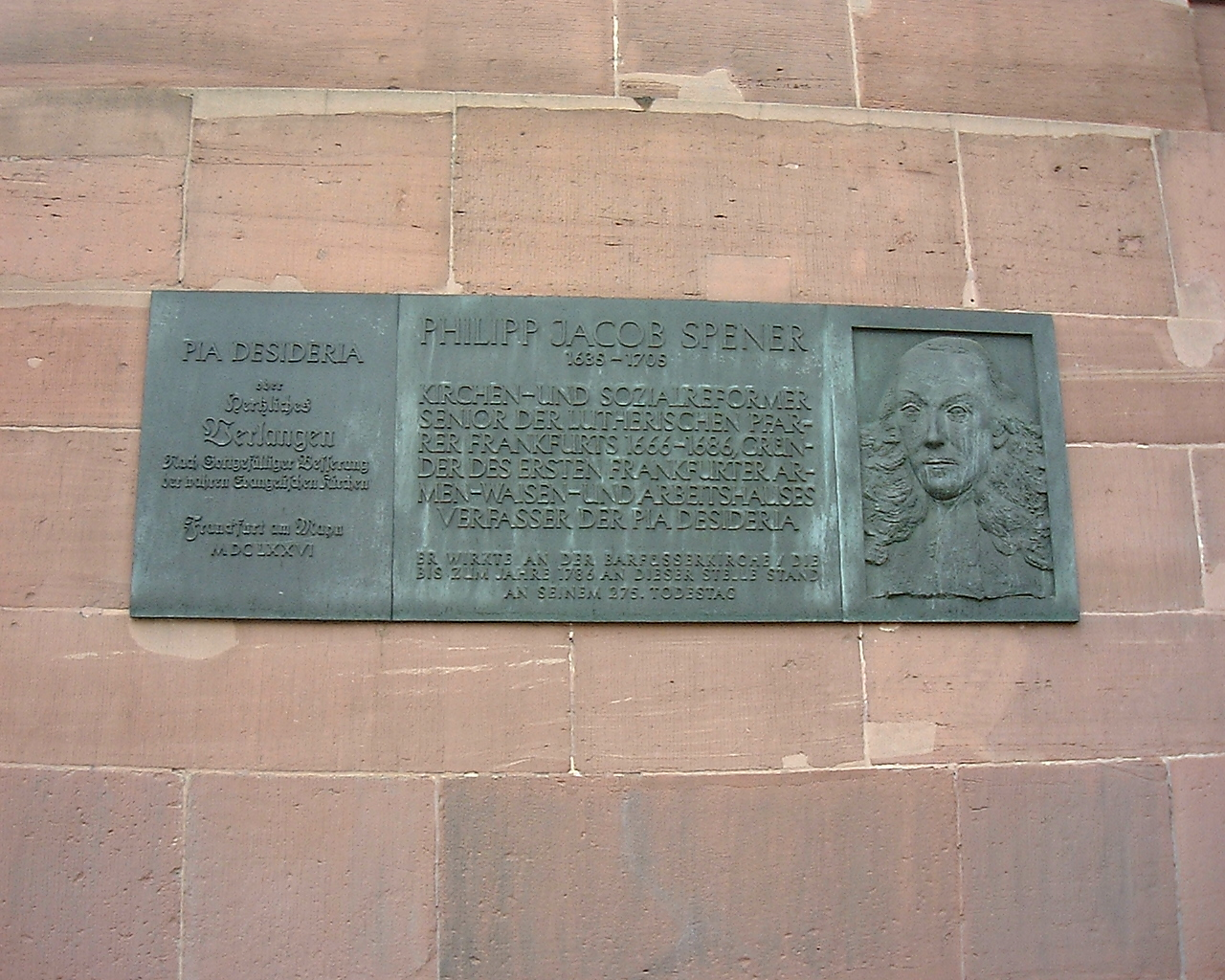
Pamětní deska na frankfurtském kostele

## Dílo
Spenerovým nejvlivnějším spisem jsou jeho „Pia Desideria“ (dosl. zbožná či toužebná přání), který vyšel roku 1675 původně jako předmluva k novému vydání „Evangelijní postily“ lutherského teologa Johanna Arndta, jehož sbírka kázání byla toho času oblíbena zvláště ve zbožných kruzích. Text má tři části: v první autor diagnostikuje vnitřní a vnější nešvary v německé lutherské církvi a lamentuje nad nimi. Ve druhé části staví vůči těmto nešvarům biblická zaslíbení a vyjadřuje svou naději na splnění těchto zaslíbení, a tím tak naději na lepší časy pro církev. V části třetí podává Spener šest návrhů pro zlepšení evangelické církve. Obsahem hlavní teze těchto návrhů je (podle Kol 3,16), aby Boží slovo bylo do církve přineseno v celém jeho bohatství. Tomu mají sloužit vedle obvyklých kázání privátní čtení bible, její veřejné čtení a shromáždění za účelem rozhovoru nad biblí (tzv. collegia pietatis).

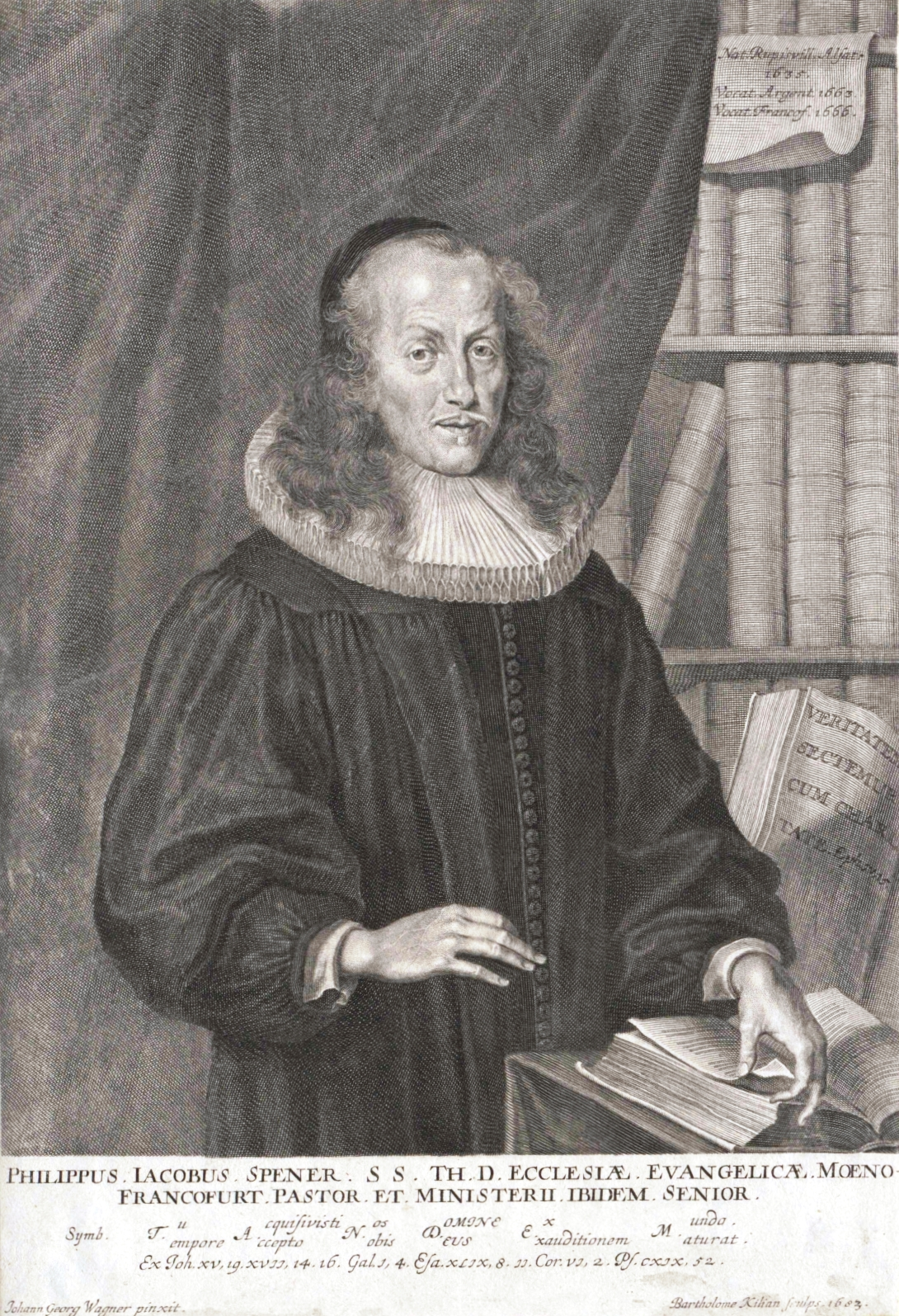
Philipp Jacob Spener 1683

### Dílo
- Postila v českém překladu z roku 1729 Archivováno 14. 7. 2020 na Wayback Machine. (digitalizovaná)